# Бенжамен Ангуа
Бру Бенжаме́н Ангуа́ (фр. Brou Benjamin Angoua; нар. 28 листопада 1986, Ан'яма, Кот-д'Івуар) — івуарійський футболіст. Захисник збірної Кот-д'Івуару та американського клубу «Нью-Інгленд Революшн».

## Титули і досягнення
- Володар Кубка Угорщини (2):

Будапешт Гонвед: 2006-07, 2008-09
- Срібний призер Кубка африканських націй: 2012